# بمب‌گذاری ۱۹۹۲ منچستر
بمب‌گذاری ۱۹۹۲ منچستر (انگلیسی: 1992 Manchester bombing) بمب گذاری توسط ارتش موقت جمهوریخواه ایرلند در دسامبر ۱۹۹۲ صورت گرفت. طی این حمله دو بمب منفجر شد. ۶۵ نفر زخمی شدند و ساختمان‌های بسیاری در شهر منچستر تخریب شد.

## بمب گذاری
اولین انفجار بمب در داخل خودرویی بود که در پارسونگ باغ در منطقه تجاری این شهر پارک شده بود. خودروی بمب گذاری شده پشت یک خانه در موقعیت (۵۳٫۴۸۲۶۹ ° N 2.248658 ° W) در ساعت ۸:۴۰ منفجر شد. ۶ نفر در این بمبگذاری زخمی شدند.
بمب دوم در ۱۰:۵۵ صبح در خیابان کاتتون بین بازار و کلیسای جامع منچستر (۵۳٫۴۸۴۵۴ درجه شرقی N 2.244714 درجه شرقی) منفجر شد و ۵۸ نفر را زخمی کرد. بسیاری از ساختمان‌ها در این بمب گذاری‌ها آسیب دیده‌اند. تعداد کل زخمی‌ها در انفجارها ۶۵ نفر بود.

## مجرمان
ارتش موقت جمهوریخواه ایرلند مسئولیت بمبگذاری را بر عهده گرفت.